# Maduritos y resultones
Maduritos y resultones es el decimosexto disco de estudio de Mojinos Escozios. Salió a la venta el 12 de mayo de 2017. Incluye un CD con 10 canciones nuevas y un DVD con 10 de sus grandes éxitos grabados en directo en la sala Razzmatazz de Barcelona.

## CD
1. 20 años escozios. - 4:02
2. Maduritos y resultones - 3:55
3. Mi sierra mecánica - 4:00
4. La dieta del caballo - 4:30
5. Yo soy tu padre - 4:25
6. Vaya porquería de canción - 5:26
7. Hoy tampoco me ducho - 4:12
8. Tus ojos negros - 3:37
9. Los muelles - 2:50
10. Mi barriga - 3:35

## DVD
1. Ueoh!!
2. El chow chow
3. Himno marsial y viril de la gente que se siente efusivamente guay
4. Jerónima
5. Al carajo
6. Mi jefe
7. La pastilla de jabón
8. La invasión de las ladillas enfuresidas
9. Que güeno que estoy
10. Las niñas de la saye
11. No tienes huevos